# Новороссийский народный драматический театр имени Амербекяна
Новороссийский муниципальный драматический театр им. Амербекяна — театр в городе Новороссийске. До 2014 года театр имел любительский статус и носил название Новороссийский народный драматический театр.

## История театра
Театр был создан в 1959 году при слиянии любительских театральных кружков парка культуры и отдыха им. Ленина и клуба холодильника порта. Руководство взяла на себя актриса Вера Анатольевна Корчан, первой постановкой стал спектакль «О личном» по пьесе В. И. Пистоленко. Примерно в это же время в центре Новороссийска было построен театральный дворец, способный вместить примерно 900 зрителей, в котором и обосновалась новая труппа (профессиональных театральных коллективов в городе не было). Вскоре самодеятельный театр был удостоен звания народного.
В середине 1960-х годов театр возглавил новый режиссёр Павел Егорович Ширшов. В 1965 году поставленный им спектакль «Человек с ружьём» (по пьесе Н. Погодина) был показан на сцене Кремлёвского театра в Москве в рамках второго смотра народных театров РСФСР.
С 1967 по 1999 год театром руководил профессиональный режиссёр Владимир Петрович Амербекян (1929—1999). Его преемником стал актёр и режиссёр Евгений Кушпель.
В конце 2014 года театр приобрёл профессиональный статус, что, по словам руководителя театра Е. Кушпеля, влечёт за собой формирование соответствующей труппы и поможет ускорить процесс обретения собственного здания (в нынешнем дворце размещено несколько творческих коллективов).

## Репертуар
- У. Шекспир «Укрощение Строптивой» (режиссёр-постановщик Евгений Кушпель) Премьера — октябрь 2008.
- Г. Горин «Кин Четвёртый» (режиссёр-постановщик Анатолий Нилов) — 2001 г.
- Рацер и Константинов «Невеста из Имеретии» (режиссёр-постановщик Евгений Кушпель)
- Ю. Поляков «Хомо Эректус или обмен женами» (режиссёр-постановщик Евгений Кушпель)
- Л. Зорин «Варшавская Мелодия» (режиссёр-постановщик Евгений Кушпель) Премьера — август 2009.
- А. Марков «Игрушки» (режиссёр-постановщик Сергей Блудов)
- Р. Куни «Плохие Парни» (режиссёр-постановщик Сергей Блудов) Премьера — июнь 2009.
- Г. Горин «Прощай, конферансье» (режиссёр-постановщик Евгений Кушпель) Премьера — май 2010.
- М. Ладо «Очень простая история» (режиссёр-постановщик Сергей Блудов) Премьера — март 2011.
- Д.Патрик «Странная миссис Севидж» (режиссёр-постановщик Евгений Кушпель) Премьера — ноябрь 2011.
- С.Сергиенко «За стеклом» (режиссёр-постановщик Сергей Блудов) 2013 г.
- Н.Коляда «Баба Шанель» (режиссёр-постановщик Евгений Кушпель) 2014 г.
- А.Володин «Пять вечеров» ((режиссёр-постановщик Евгений Кушпель) 2019 г.
- Г.Горин «Играй, скрипач!» (режиссёр-постановщик Евгений Кушпель) 2015 г.
- Н.Коляда «Венский стул» (режиссёр-постановщик Евгений Кушпель, режиссёр В.Деятова) 2016 г.
- Р.Сабитов «Белая ворона» (режиссёр-постановщик Виктория Десятова)) 2017 г.
- Б.Васильев «Завтра была война» (Постановка Евгений Кушпель, режиссёр Виктория Десятова)) 2015 г.
- «Три! Два! Один!» (режиссёры Виктория Десятова и Елена Вербицкая) 2019 г.
- С.Баженова «Как Зоя гусей кормила» (режиссёр-постановщик Георгий Цнобиладзе) 2016 г.
- В.Зуев «Мамочки» (Режиссёры В.Тыщук и Е.Кушпель) 2017 Г.
- В.Модерндорферн «Чудный день, чтобы сдохнуть» ((режиссёр-постановщик Михаил Заец) 2017 г.
- В.Орлов «Что-то зазвенело» (режиссёр-постановщик Пётр Норец) 2018 г.
- Т.Уильямс «Прекрасное воскресенье для пикника» (режиссёр-постановщик Анна Калинина) 2019 г.
- В.Славкин «Взрослая дочь молодого человека» (режиссёр-постановщик Михаил Заец) 2019 г.
- Цикл театрализованных представлений «Легендарный десант» с 2009 по н.в. ежегодно в феврале новая программа (Режиссёры Евгений и Валентина Кушпель)
- Новогодние музыкальные шоу ежегодно с 2004 года по Н.В. (Режиссёры Евгений и Валентина Кушпель)